# 風中之戰
風中之戰，是台灣排灣族達拉發站部落（Tjaravacalj，位於屏東縣三地門鄉，今三地村前身）傳說中的一場戰役，也是擊退敵人進犯的最後一戰，頭目撒巫拉瑞在戰爭中巧妙地利用地理優勢和大自然的變化，帶領族人輕鬆擊敗入侵的敵人，徹底終結了他們搶奪部落土地的野心。

## 背景
達拉發站部落在建立後飽受覬覦他們土地的勢力，如霧台部落（wudai，魯凱族）、筏灣部落（paiwan）的威脅，部落陷入存亡危機，因此他們從舊高燕部落（padain，位於今屏東縣瑪家鄉）迎來了頭目的女兒撒巫拉瑞為新頭目，並且在她改革措施下恢復力量、轉而主動向那些威脅他們的部落宣戰，雖然戰力上有所差距，但達拉發站部落在撒巫拉瑞的指揮下，先後打贏了包括太陽谷之戰在內的起場重大戰役、逐漸扭轉優勢，而他們的敵人筏灣部落，因為戰況屢屢不樂觀，憤而集結所有戰力、帶著裝人頭的網袋再度攻打達拉發戰部落，準備在接下來的戰爭中決一死戰、徹底分出勝負。

## 戰爭經過
由於達拉發戰部落位於一處河谷山坡的上方，因此筏灣部落的軍隊在抵達後，必須先爬上山坡才能攻打部落，而撒巫拉瑞也是看準了這點，她已經事先觀察出了戰鬥當天的風向變化，並且派人燒起煙火，順著風向將敵人燻得難以前進、她另外指示族人還朝正在爬坡的敵軍扔出特製的煙灰彈（用姑婆芋的葉子包裹煙灰製成）弄傷他們的眼睛，因此就算有人真的抵達了山坡上的部落，也會被駐守在那裡的部落壯丁擊退，筏灣部落的軍隊遲遲無法攻下部落，最後紛紛逃竄，其中有一個叫沙卡樂（Sakale）的壯丁，眼睛幾乎被弄瞎了，最後還是爬著回部落的。
也有說法認為，那天颳起的風是由部落的祭司（來自Kalulikul家）在部落外圍祭場（tsakal）進行除敵儀式而颳起的，據說風勢大到都可以拔起樹根。

## 後續
達拉發站部落在風中之戰中，徹底擊潰了敵方剩下來的力量，從此再也沒有任何部落敢攻擊達拉發站部落、部落也因此取回了他們失去的領土和獵場，而在擊潰敵人的消息傳出去之後，周圍部落也對他們與撒巫拉瑞建立的巴格達外（Pakedavai）家族感到敬畏，因此在後來撒巫拉瑞積極擴張領土的過程中，並沒有受到太多反抗，還跟那些部落的頭目家族結為友好關係。